# Gomphocerinae
Gomphocerinae, koji se nazivaju „skakavci sa kosim licem“ su podred Caelifera koja se nalazi na svim kontinentima osim na Antarktiku i Australiji.

## Plemena i rodovi
Plemena i rodovi uključuju:

### Arcypterini
Auth.: Bolívar, 1914 - Afrika, palearktik, kontinentalna Azija
1. Adolfius Harz, 1988
2. Amplicubitoacris Zheng, 2010
3. Arcyptera Serville, 1838
4. Asulconotoides Liu, 1984
5. Asulconotus Ying, 1974
6. Aulacobothrus Bolívar, 1902
7. Berengueria Bolívar, 1909
8. Brachypteracris Cao & Zheng, 1996
9. Crucinotacris Jago, 1996
10. Kangacris Yin, 1983
11. Kangacrisoides Wang, Zheng & Niu, 2006
12. Leionotacris Jago, 1996
13. Leuconemacris Zheng, 1988
14. Ningxiacris Zheng & He, 1997
15. Pseudoarcyptera Bolívar, 1909
16. Ptygonotus Tarbinsky, 1927
17. Rhaphotittha Karsch, 1896
18. Suacris Yin, Zhang & Li, 2002
19. Transtympanacris Lian & Zheng, 1985
20. Xinjiangacris Zheng, 1993

### Druga plemena A
- Acrolophitini Scudder, 1901 - Nearktik
  - Acrolophitus Thomas, 1871
  - Bootettix Bruner, 1889
- Amblytropidiini Brunner von Wattenwyl, 1893 - Amerika
  - Rodna grupa Peruviae Cadena-Castañeda & Cardona, 2015
    - Apolobama Bruner, 1913
    - Peruvia Scudder, 1890

  - Amblytropidia Stål, 1873
  - Boopedon Thomas, 1870
  - Caribacris Rehn & Hebard, 1938
  - Fenestra Brunner von Wattenwyl, 1895
  - Pseudoutanacris Jago, 1971
  - Sinipta Stål, 1861
  - Syrbula Stål, 1873
- Aulocarini Contreras & Chapco, 2006 - Nearktik
  - Ageneotettix McNeill, 1897
  - Aulocara Scudder, 1876
  - Eupnigodes McNeill, 1897
  - Horesidotes Scudder, 1899
  - Psoloessa Scudder, 1875

### Plemena C
- Chrysochraontini Brunner von Wattenwyl, 1893 - Nearktik, Palaerktik
  - Barracris Gurney, Strohecker & Helfer, 1964
  - Chloealtis Harris, 1841
  - Chrysochraon Fischer, 1853
  - Confusacris Yin & Li, 1987
  - Euchorthippus Tarbinsky, 1926
  - Euthystira Fieber, 1852
  - Euthystiroides Zhang, Zheng & Ren, 1995
  - Mongolotettix Rehn, 1928
  - Podismomorpha Lian & Zheng, 1984
  - Podismopsis Zubovski, 1900
  - Pseudoasonus Yin, 1982
- Cibolacrini Otte, 1981 - Nearktik
  - Cibolacris Hebard, 1937
  - Heliaula Caudell, 1916
  - Ligurotettix McNeill, 1897
  - Xeracris Caudell, 1916
- Compsacrini Carbonell, 1995 - Amerika
  - Chiapacris Otte, 1979
  - Compsacris Bolívar, 1890
  - Notopomala Jago, 1971
  - Phaneroturis Bruner, 1904
  - Silvitettix Bruner, 1904
  - Staurorhectus Giglio-Tos, 1897

### Dociostaurini
Auth. Mistshenko, 1974; rasprostranjenost: Afrika, kontinentalna Evropa i Azija
1. Albistriacris Zheng & Lu, 2002
2. Dociostaurus Fieber, 1853
3. Eremippus Uvarov, 1926
4. Eremitusacris Liu, 1981
5. Leva Bolívar, 1909
6. Mizonocara Uvarov, 1912
7. Notostaurus Bey-Bienko, 1933
8. Xerohippus Uvarov, 1942

### Eritettigini
Auth. Otte, 1981: Nearktik
1. Amphitornus McNeill, 1897
2. Compsacrella - monotypic C. poecila Rehn & Hebard, 1938
3. Eritettix Bruner, 1889
4. Opeia McNeill, 1897

### Gomphocerini
Auth. Fieber, 1853; široko zastupljen - izabrani rodovi
- Aeropedellus Hebard, 1935
- Bruneria McNeill, 1897
- Chorthippus Fieber, 1852
- Gomphoceridius Bolívar, 1914
- Gomphocerippus Roberts, 1941
- Gomphocerus Thunberg, 1815
- Myrmeleotettix Bolívar, 1914
- Pseudochorthippus Defaut, 2012

### Hypernephiini
Auth. Mistshenko, 1973; distribucija centralna Azija
1. Anaptygus Mistshenko, 1951
2. Asonus Yin, 1982
3. Caucasippus Uvarov, 1927
4. Dysanema Uvarov, 1925
5. Eclipophleps Tarbinsky, 1927
6. Grigorija Mistshenko, 1976
7. Hebetacris Liu, 1981
8. Hypernephia Uvarov, 1922
9. Oknosacris Liu, 1981
10. Oreoptygonotus Tarbinsky, 1927
11. Ptygippus Mistshenko, 1951
12. Saxetophilus Umnov, 1930
13. Stristernum Liu, 1981

### Plemena M
Melanotettigini Otte, 1981 monotipsko pleme i rod - Severna Amerika
- Melanotettix: Melanotettix dibelonius Bruner, 1904

### Mermiriini
Auth. Brunner von Wattenwyl, 1893 - Severna Amerika
1. Achurum Saussure, 1861
2. Mermiria Stål, 1873
3. Pseudopomala Morse, 1896

### Ochrilidiini
Auth. Brunner von Wattenwyl, 1893; distribucija: Afrika, južna Evropa, Azija do zapadne Malezije i Japana.
1. Gonista Bolívar, 1898
2. Kirmania Uvarov, 1933
3. Ochrilidia Stål, 1873
4. Oxypterna Ramme, 1952

### Plemena O
- Orinhippini Yin, Xia et al., (monotipski) centralna Azija
  - Orinhippus Uvarov, 1921
- Orphulellini Otte, 1979 - Americas
  - Dichromorpha Morse, 1896
  - Laplatacris Rehn, 1939
  - Orphulella Giglio-Tos, 1894
  - Orphulina Giglio-Tos, 1894

### Pleme i rodna grupa P
- Pacrini Zhang, Zhang & Yin, 2012 [privremeni naziv]
  - Pacris Zhang, Zhang & Yin, 2012
- Paropomala rodna grupa
  - Cordillacris Rehn, 1901
  - Paropomala Scudder, 1899
  - Prorocorypha Rehn, 1911

### Ramburiellini
Auth.: Defaut, 2012 - monotipsko pleme: Afrika, Evropa i Azija
- Ramburiella Bolívar, 1906

### Scyllinini
Auth.: Brunner von Wattenwyl, 1893 - centralna i južna Amerika
1. Alota Bruner, 1913
2. Borellia Rehn, 1906
3. Carrascotettix Carbonell, 1995
4. Cauratettix Roberts, 1937
5. Euplectrotettix Bruner, 1900
6. Jagomphocerus Carbonell, 1995
7. Meloscirtus Bruner, 1906
8. Parapellopedon Jago, 1971
9. Pellopedon Bruner, 1911
10. Rhammatocerus Saussure, 1861
11. Scyllinula Carbonell, 1995
12. Stereotettix Rehn, 1906

### Stenobothrini
Auth.: Harz, 1975 - Palaeartik
1. Megaulacobothrus Caudell, 1921
2. Omocestus Bolívar, 1878
3. Stenobothrus Fischer, 1853

### Neodređeno pleme
- Acantherus Scudder & Cockerell, 1902
- Acocksacris Dirsh, 1958
- Amesotropis Karsch, 1893
- Anablepia Uvarov, 1938
- Azarea Uvarov, 1926
- Baidoceracris Chopard, 1947
- Brachycrotaphus Krauss, 1877
- Brainia Uvarov, 1922
- Carinulaenotus Yin, 1982
- Catabothrus Uvarov, 1962
- Chrysacris Zheng, 1983
- Chrysochraoides Ren et al., 1993
- Cophohippus Uvarov, 1953
- Dhimbama Henry, 1940
- Diablepia Kirby, 1902
- Dianacris Yin, 1983
- Dnopherula Karsch, 1896
- Eleutherotheca Karny, 1907
- Ermia Popov, 1957
- Esselenia Hebard, 1920
- Faureia Uvarov, 1921
- Gelastorhinus Brunner von Wattenwyl, 1893
- Inyangana Naskrecki, 1992
- Italohippus Fontana & La Greca, 1999
- Karruhippus Brown, 1989
- Komandia Uvarov, 1953
- Kraussella Bolívar, 1909
- Leurohippus Uvarov, 1940
- Lounsburyna Uvarov, 1922
- Macrokangacris Yin, 1983
- Madurea Bolívar, 1902
- Malagasippus Descamps & Wintrebert, 1966
- Megafrohippus Jago, 1996
- Melinohippus Jago, 1996
- Mesopsis Bolívar, 1906
- Minihippus Jago, 1996
- Neoleva Jago, 1996
- Ovambohippus Brown, 1972
- Paragonista Willemse, 1932
- Paragymnobothrus Karny, 1910
- Pegasidion Saussure, 1861
- Phonogaster Henry, 1940
- Platypternodes Bolívar, 1908
- Pnorisa Stål, 1861
- Primnia Stål, 1873
- Pseudegnatius Dirsh, 1956
- Pseudoberengueria Jago, 1996
- Pseudogmothela Karny, 1910
- Pseudoleva Jago, 1996
- Pusillarolium Zheng, 1999
- Quangula Uvarov, 1953
- Rammeihippus Woznessenskij, 1996
- Salariacris Descamps & Wintrebert, 1966
- Sporobolius Uvarov, 1941
- Squamopenna Lian & Zheng, 1984
- Stenohippus Uvarov, 1926
- Tanalanacris Descamps & Wintrebert, 1966
- Thyridota Uvarov, 1925
- Tinaria Stål, 1861
- Unalia Koçak & Kemal, 2008
- Xenocheila Uvarov, 1933